# Okselandet
Het Okselandet is een gebied in Nationaal park Noordoost-Groenland in het oosten van Groenland.

## Geografie
Het gebied wordt in het noordoosten begrensd door het Annekssøen, in het zuiden door het Sælsøen en in het westen door de Storstrømmengletsjer en de Kofoed-Hansengletsjer. In het uiterste zuidwesten ligt de Sælsøgletsjer.
Aan de overzijde van het water ligt in het noordoosten het Søndermarken en in het zuiden het Daniel Bruunland.